# Festucula lawrencei
Festucula lawrencei är en spindelart som beskrevs av Roger de Lessert 1933. Festucula lawrencei ingår i släktet Festucula och familjen hoppspindlar. Inga underarter finns listade i Catalogue of Life.